# Dandagoun
Dandagoun (nep. डाँडागाउँ) – gaun wikas samiti w środkowej części Nepalu w strefie Bagmati w dystrykcie Rasuwa. Według nepalskiego spisu powszechnego z 2001 roku liczył on 377 gospodarstw domowych i 2141 mieszkańców (1040 kobiet i 1101 mężczyzn).